# Jos Delbeke

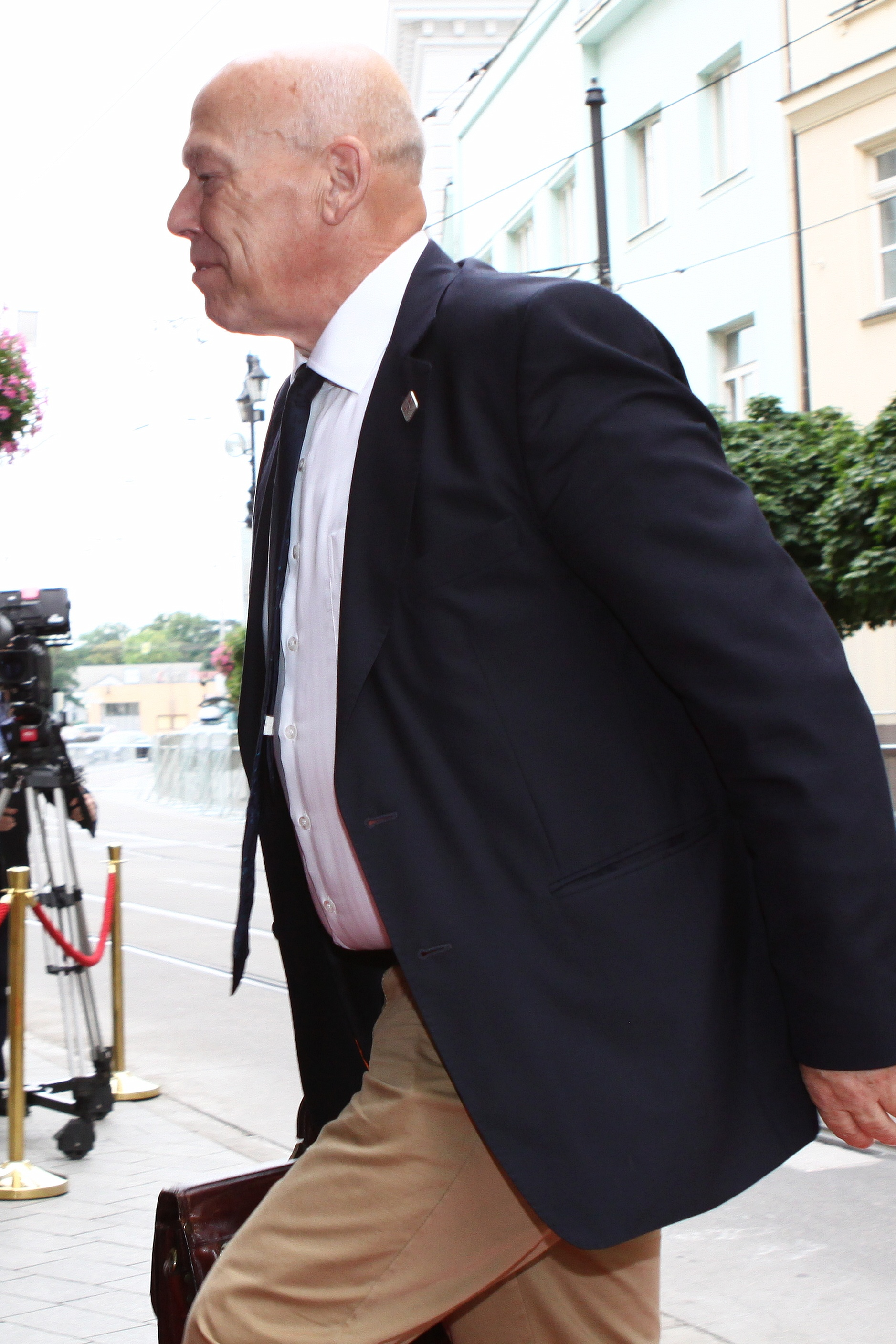
Jos Delbeke (2016)

Jos Delbeke (* 1954 in Avelgem) ist ein belgischer Ökonom, EU-Beamter und war von 2010 bis 2018 Generaldirektor für Klimapolitik in der Verwaltung der Europäischen Union.

## Leben
Jos Delbeke wurde 1986 mit einer wirtschaftswissenschaftlichen Arbeit an der Katholischen Universität Löwen promoviert. Anschließend trat er in den Verwaltungsdienst der EU ein. In verschiedenen Positionen war er insbesondere mit den Themen Umweltschutz, Klimaschutz, Nachhaltigkeit und Luftreinhaltung beschäftigt. Er übernahm 2008 den Posten des stellvertretenden Generalsekretärs der Generaldirektion Umwelt und wurde 2010 zum Generaldirektor der Generaldirektion Klimapolitik ernannt. Er hatte diese Position bis zum 15. März 2018 inne. Ihm folgte Raffaele Mauro Petriccione als Generaldirektor. Seither ist Delbeke als Berater „hors classe“ beim Europäischen Zentrum für politische Strategie für die Beziehungen zum Europäischen Hochschulinstitut Florenz zuständig.

## Ehrungen
- 2009: Adam-Smith-Preis für marktwirtschaftliche Umweltpolitik[3]